# No. 6 Collaborations Project
No. 6 Collaborations Project è il sesto album in studio del cantautore britannico Ed Sheeran, pubblicato il 12 luglio 2019 dalla Asylum e Atlantic.

## Descrizione
Il disco si compone di quindici brani realizzati con la partecipazione di svariati artisti appartenenti a svariati generi, tra i quali Bruno Mars, Camila Cabello, Chance the Rapper, Eminem, Justin Bieber e Skrillex. L'idea alla base dell'album è dettato dal volere di Sheeran di realizzare un seguito ideale dell'EP No. 5 Collaborations Project, pubblicato otto anni prima:

## Tracce
1. Beautiful People (feat. Khalid) – 3:17 (Ed Sheeran, Fred Gibson, Max Martin, Shellback, Khalid Robinson)
2. South of the Border (feat. Camila Cabello & Cardi B) – 3:24 (Ed Sheeran, Steve Mac, Fred Gibson, Camila Cabello, Belcalis Almánzar, Jordan Thorpe)
3. Cross Me (feat. Chance the Rapper & PnB Rock) – 3:26 (Ed Sheeran, Fred Gibson, Chancelor Bennett, Rakim Hasheem Allen)
4. Take Me Back to London (feat. Stormzy) – 3:09 (Ed Sheeran, Fred Gibson, Max Martin, Shellback, Michael Omari)
5. Best Part of Me (feat. Yebba) – 4:03 (Ed Sheeran, Benjamin Levin, Abbey Smith)
6. I Don't Care (con Justin Bieber) – 3:39 (Ed Sheeran, Fred Gibson, Max Martin, Shellback, Justin Bieber, Jason "Poo Bear" Boyd)
7. Antisocial (feat. Travis Scott) – 2:41 (Ed Sheeran, Fred Gibson, Jacques Webster, Joseph Saddler)
8. Remember the Name (feat. Eminem & 50 Cent) – 3:27 (Ed Sheeran, Max Martin, Shellback, Marshall Maters, Curtis Jackson, André Benjamin, Antwan Patton, Patrick Brown, Raymon Murray, Rico Wade)
9. Feels (feat. Young Thug & J Hus) – 2:30 (Ed Sheeran, Fred Gibson, Jeffery Lamar Williams, Momodou "J Hus" Jallow)
10. Put It All on Me (feat. Ella Mai) – 3:17 (Ed Sheeran, Fred Gibson, Ella Mai Howell)
11. Nothing on You (feat. Paulo Londra & Dave) – 3:20 (Ed Sheeran, Fred Gibson, David Omoregie, Paulo Ezequiel Londra, Daniel Echavarria Oviedo, Cristian Andres Salazar)
12. I Don't Want Your Money (feat. H.E.R.) – 3:24 (Ed Sheeran, Fred Gibson, Paul Jefferies, Joe Reeves)
13. 1000 Nights (feat. Meek Mill & A Boogie wit da Hoodie) – 3:32 (Ed Sheeran, Fred Gibson, Robert Williams, Artist Dubose, Matthew Samuels, Jahaan Akil Sweet)
14. Way to Break My Heart (feat. Skrillex) – 3:10 (Ed Sheeran, Steve Mac, Sonny Moore)
15. Blow (con Bruno Mars & Chris Stapleton) – 3:29 (Ed Sheeran, Bruno Mars, Chris Stapleton, Brody Brown, Frank Rogers, J.T. Cure, Bard McNamee, Gregory McKee)

## Formazione
Musicisti
- Ed Sheeran – voce, chitarra (tracce 2, 5 e 8), basso (traccia 5)
- Khalid – voce aggiuntiva (traccia 1)
- FRED – cori (tracce 1, 3, 4, 6, 7, 9-11), programmazione e chitarra (tracce 1, 3, 4, 6-12), tastiera (tracce 1-4, 6-13), batteria e basso (tracce 1-4, 6-12), sintetizzatore (tracce 2 e 13), ad libs (traccia 4), beatboxing (traccia 6)
- Shellback – programmazione (tracce 1, 6, 8), chitarra (traccia 1), tastiera (traccia 6, 8)
- Camila Cabello – voce aggiuntiva (traccia 2)
- Cardi B – voce aggiuntiva (traccia 2)
- Steve Mac – tastiera (tracce 2 e 14)
- Chris Laws – programmazione (traccia 2)
- Chance the Rapper – voce aggiuntiva (traccia 3)
- PnB Rock – voce aggiuntiva (traccia 3)
- Giampaolo Parisi – sound design e sintetizzatore (tracce 3 e 10)
- Marco Parisi – sound design e sintetizzatore (tracce 3 e 10)
- Stormzy – voce aggiuntiva (traccia 4)
- Yebba – voce aggiuntiva (traccia 5)
- Benny Blanco – programmazione della batteria (traccia 5), tastiera (traccia 5)
- Joe Rubel – programmazione della batteria (traccia 5), tastiera (traccia 5)
- Pino Palladino – basso (traccia 5)
- Thomas Bartlett – tastiera (traccia 5)
- Justin Bieber – voce (traccia 6)
- Max Martin – cori (traccia 6), tastiera (tracce 6, 8)
- Benjy Gibson – cori (traccia 6), percussioni (traccia 6)
- Georgia Gibson – sassofono (traccia 6)
- Emma Corby – arrangiamento ottoni aggiuntivo (traccia 6)
- Travis Scott – voce aggiuntiva (traccia 7)
- Eminem – voce aggiuntiva (traccia 8)
- 50 Cent – voce aggiuntiva (traccia 8)
- Young Thug – voce aggiuntiva (traccia 9)
- J Hus – voce aggiuntiva (traccia 9)
- Ella Mai – voce aggiuntiva (traccia 10)
- Paulo Londra – voce aggiuntiva (traccia 11)
- Dave – voce aggiuntiva (traccia 11)
- Sam Tsang – sintetizzatore, batteria e programmazione (traccia 11)
- H.E.R. – voce aggiuntiva (traccia 12)
- Paul "Nineteen85" Jefferies – batteria, basso e tastiera (traccia 12)
- Meek Mill – voce aggiuntiva (traccia 13)
- A Boogie wit da Hoodie – voce aggiuntiva (traccia 13)
- Kate Conklin – voce aggiuntiva (traccia 14)
- Kid Culture – programmazione aggiuntiva (traccia 14)
- Bruno Mars – voce, chitarra, batteria e moog (traccia 15)
- Chris Stapleton – voce (traccia 15)
- Brody Brown – basso (traccia 15)

Produzione
- Shellback – produzione (tracce 1, 6, 8)
- Max Martin – produzione (tracce 1, 6, 8)
- FRED – produzione (tracce 1-4, 6-11, 13), ingegneria del suono (tracce 1, 3, 4, 6, 7, 9-13), coproduzione (traccia 12)
- Ed Sheeran – produzione (tracce 1, 2, 5, 8)
- Alex Gibson – produzione aggiuntiva (tracce 1, 7)
- Șerban Ghenea – missaggio (tracce 1, 2, 6)
- John Hanes – ingegneria al missaggio (tracce 1, 2, 6)
- Michael Ilbert – ingegneria del suono (tracce 1, 4, 6, 8)
- Joe Rubel – ingegneria del suono (tracce 1, 4, 5, 9, 10 e 15), produzione (traccia 5)
- Denis Kosiak – registrazione voce di Khalid (traccia 1)
- Stuart Hawkes – mastering
- Steve Mac – produzione (tracce 2 e 14)
- Evan LaRay – ingegneria voce di Cardi B (traccia 2)
- Simone Torres – assistenza tecnica (traccia 2)
- Manny Marroquin – missaggio (tracce 3, 10, 12 e 15)
- Chris Galland – ingegneria al missaggio (tracce 3, 10, 12 e 15)
- Robin Florent – assistenza tecnica al missaggio (tracce 3, 10, 12 e 15)
- Scott Desmarais – assistenza tecnica al missaggio (tracce 3, 10, 12 e 15)
- Gabe Jaskowiak – registrazione voce di Chance the Rapper (traccia 3)
- Skrillex – produzione (tracce 4 e 14), missaggio (traccia 14)
- Kenny Beats – produzione (traccia 4)
- Jaycen Joshua – missaggio (tracce 4, 7, 9, 11, 13 e 14)
- Jacob Richards – assistenza tecnica (tracce 4, 7, 9, 11, 13 e 14)
- Mike Seaberg – assistenza tecnica (tracce 4, 7, 9, 11, 13 e 14)
- DJ Riggins – assistenza tecnica (tracce 4, 7, 9, 11, 13 e 14)
- Benny Blanco – produzione (traccia 5)
- Mark "Spike" Stent – missaggio (traccia 5)
- Michael Freeman – assistenza al missaggio (traccia 5)
- Matt Wolach – assistenza al missaggio (traccia 5)
- Chris Sclafani – ingegneria del suono (traccia 5)
- Robert Sellens – assistenza tecnica (traccia 5)
- Archie Carter – assistenza tecnica (traccia 5)
- Anthony Evans – montaggio vocale aggiuntivo (traccia 5)
- Gosha Usov – ingegneria voce di Yebba (traccia 5)
- Josh Gudwin – produzione e registrazione voce di Justin Bieber (traccia 6)
- Inaam Haq – assistenza tecnica (traccia 6)
- Travis Scott – ingegneria del suono (traccia 7)
- Tre Nagella – ingegneria voce di Travis Scott (traccia 7)
- Mike Strange – missaggio (traccia 8), registrazione voce di Eminem (traccia 8)
- Ky Miller – ingegneria del suono (traccia 8)
- Joe Strange – registrazione voce di Eminem (traccia 8)
- Tony Campana – registrazione voce di Eminem (traccia 8)
- Luke Farnell – assistenza tecnica (traccia 8)
- Shaan Singh – registrazione voce di Young Thug (traccia 9)
- A. "Bainz" Bains – registrazione voce di Young Thug (traccia 9)
- Geoff Swan – ingegneria del suono (tracce 10, 12)
- Tate McDowell – assistenza tecnica (traccia 10)
- David Pizzimenti – registrazione voce di Ella Mai (traccia 10)
- Sam Tsang – produzione aggiuntiva (traccia 11)
- Paul Anthony Morrison – ingegneria del suono (traccia 11)
- Daniel Echavarra Ovedo – registrazione voce di Paulo Londra (traccia 11)
- Nineteen85 – produzione (traccia 12)
- George Sara – ingegneria del suono (traccia 12)
- Liam Nolan – registrazione voce di H.E.R. (traccia 12)
- Joe Reeves – chitarra (traccia 12)
- Boi-1da – produzione (traccia 13)
- Jahaan Sweet – produzione (traccia 13)
- Alex Estevez – ingegneria del suono (traccia 13)
- Anthony Cruz – registrazione voce di Meek Mill (traccia 13)
- AJ Putman – registrazione voce di A Boogie wit da Hoodie (traccia 13)
- Danny Pursey – ingegneria del suono (traccia 14)
- Chris Laws – ingegneria del suono (traccia 14)
- Bruno Mars – produzione (traccia 15)
- Charles Moniz – ingegneria del suono (traccia 15)
- Jacob "The Menace" Dennis – assistenza tecnica (traccia 15)

## Classifiche

### Classifiche settimanali
| Classifica (2019) | Posizione massima |
| ----------------- | ----------------- |
| Argentina         | 1                 |
| Australia         | 1                 |
| Austria           | 1                 |
| Belgio (Fiandre)  | 1                 |
| Belgio (Vallonia) | 1                 |
| Canada            | 1                 |
| Croazia           | 1                 |
| Danimarca         | 2                 |
| Estonia           | 1                 |
| Finlandia         | 1                 |
| Francia           | 2                 |
| Germania          | 2                 |
| Giappone          | 5                 |
| Irlanda           | 1                 |
| Islanda           | 1                 |
| Italia            | 2                 |
| Lettonia          | 1                 |
| Lituania          | 1                 |
| Messico           | 4                 |
| Norvegia          | 1                 |
| Nuova Zelanda     | 1                 |
| Paesi Bassi       | 1                 |
| Polonia           | 2                 |
| Portogallo        | 1                 |
| Regno Unito       | 1                 |
| Repubblica Ceca   | 1                 |
| Slovacchia        | 1                 |
| Spagna            | 1                 |
| Stati Uniti       | 1                 |
| Svezia            | 1                 |
| Svizzera          | 1                 |
| Ungheria          | 1                 |

### Classifiche di fine anno
| Classifica (2019) | Posizione |
| ----------------- | --------- |
| Australia         | 2         |
| Austria           | 14        |
| Belgio (Fiandre)  | 14        |
| Belgio (Vallonia) | 43        |
| Canada            | 10        |
| Croazia           | 3         |
| Danimarca         | 7         |
| Estonia           | 4         |
| Finlandia         | 4         |
| Francia           | 46        |
| Germania          | 8         |
| Irlanda           | 5         |
| Islanda           | 20        |
| Italia            | 46        |
| Lettonia          | 5         |
| Lituania          | 3         |
| Messico           | 95        |
| Norvegia          | 8         |
| Nuova Zelanda     | 2         |
| Paesi Bassi       | 3         |
| Polonia           | 50        |
| Portogallo        | 33        |
| Regno Unito       | 2         |
| Slovacchia        | 7         |
| Spagna            | 64        |
| Stati Uniti       | 35        |
| Sudafrica         | 6         |
| Svezia            | 22        |
| Svizzera          | 10        |
| Thailandia        | 8         |
| Ungheria          | 10        |
| Classifica (2020) | Posizione |
| Australia         | 12        |
| Belgio (Fiandre)  | 56        |
| Belgio (Vallonia) | 199       |
| Canada            | 15        |
| Danimarca         | 30        |
| Francia           | 154       |
| Irlanda           | 15        |
| Islanda           | 97        |
| Italia            | 92        |
| Norvegia          | 38        |
| Nuova Zelanda     | 9         |
| Paesi Bassi       | 8         |
| Polonia           | 89        |
| Regno Unito       | 7         |
| Spagna            | 72        |
| Stati Uniti       | 61        |
| Svezia            | 82        |
| Ungheria          | 43        |
| Classifica (2021) | Posizione |
| Australia         | 45        |
| Canada            | 49        |
| Danimarca         | 94        |
| Nuova Zelanda     | 36        |
| Paesi Bassi       | 42        |
| Regno Unito       | 44        |
| Classifica (2022) | Posizione |
| Australia         | 83        |
| Regno Unito       | 95        |

### Classifiche di fine decennio
| Classifica (2010-19) | Posizione |
| -------------------- | --------- |
| Paesi Bassi          | 24        |